# Liste de composés organiques C2
| Liste de composés organiques                                                                     |
| C 2 C3 C4 C5 C6 C7 C8 C9 C10 C11 C12 C13 C14 C15 C16 C17 C18 C19 C20 C21 C22 C23 C24 C25 C26 C27 |

| Formule chimique | Nom                         | Numéro CAS |
| ---------------- | --------------------------- | ---------- |
| C2HCl3           | trichloréthylène            | 79-01-6    |
| C2Cl3NaO2        | sodium TCA                  | 650-51-1   |
| C2Cl4            | perchloroéthylène           | 127-18-4   |
| C2F4             | tétrafluoroéthylène         | 116-14-3   |
| C2HBrClF3        | halothane                   | 151-67-7   |
| C2HCl3O          | chloral                     | 75-87-6    |
| C2HCl3O          | chlorure de dichloroacétyle | 79-36-7    |
| C2HCl3O2         | acide trichloroacétique     | 76-03-9    |
| C2HCl5           | pentachloroéthane           | 76-01-7    |
| C2HF3O2          | acide trifluoroacétique     | 76-05-1    |
| C2HF5            | pentafluoroéthane           | 354-33-6   |
| C2H2             | acétylène                   | 74-86-2    |
| C2H2ClNaO2       | SMA                         | 3926-62-3  |
| C2H2Cl2O2        | acide dichloroacétique      | 79-43-6    |
| C2H2Cl4          | 1,1,2,2-tétrachloroéthane   | 79-34-5    |
| C2H2FNaO2        | fluoroacétate de sodium     | 62-74-8    |
| C2H2F4           | 1,1,1,2-tétrafluoroéthane   | 811-97-2   |
| C2H2N2S3         | bismuthiol I                | 1072-71-5  |
| C2H2O4           | acide oxalique              | 144-62-7   |
| C2H3Cl           | chlorure de vinyle          | 75-01-4    |
| C2H3ClO2         | acide chloroacétique        | 79-11-8    |
| C2H3Cl2F         | 1,1-dichloro-1-fluoroéthane | 1717-00-6  |
| C2H3Cl2F         | 1,1-dichloro-2-fluoroéthane | 430-53-5   |
| C2H3Cl2F         | 1,2-dichloro-1-fluoroéthane |            |
| C2H3Cl3          | méthylchloroforme           | 71-55-6    |
| C2H3N            | acétonitrile                | 75-05-8    |
| C2H3NO           | isocyanate de méthyle       | 624-83-9   |
| C2H3NS           | isothiocyanate de méthyle   | 556-61-6   |
| C2H3NaO2         | acétate de sodium           | 127-09-3   |
| C2H4             | éthylène                    | 74-85-1    |
| C2H4BrNO         | bromoacétamide              | 79-15-2    |
| C2H4Br2          | bromure d'éthylène          | 106-93-4   |
| C2H4Cl2          | 1,1-dichloroéthane          | 75-34-3    |
| C2H4Cl2          | 1,2-dichloroéthane          | 107-06-2   |
| C2H4Cl3NO2       | TCA-ammonium                | 7646-88-0  |
| C2H4FNO          | fluoroacétamide             | 640-19-7   |
| C2H4I2           | 1,1-diiodoéthane            | 594-02-5   |
| C2H4I2           | 1,2-diiodoéthane            | 624-73-7   |
| C2H4KNS2         | métham potassium            | 137-41-7   |
| C2H4NNaS2        | métham sodium               | 137-42-8   |
| C2H4N2           | aminoacétonitrile           | 540-61-4   |
| C2H4N2           | 2,3-diazabutadiène          | 503-27-5   |
| C2H4N2           | diazoéthane                 | 1117-96-0  |
| C2H4N4           | dicyandiamide               | 461-58-5   |
| C2H4N2O2         | oxamide                     | 471-46-5   |
| C2H4N2O2         | glyoxime                    | 557-30-2   |
| C2H4N4           | aminotriazole               | 61-82-5    |
| C2H4O            | oxyde d'éthylène            | 75-21-8    |
| C2H4O            | éthanal                     | 75-07-0    |
| C2H4O2           | acide acétique              | 64-19-7    |
| C2H4O2S          | acide thioglycolique        | 68-11-1    |
| C2H4O3           | acide glycolique            | 79-14-1    |
| C2H4O3           | acide peracétique           | 79-21-0    |
| C2H5BrHg         | bromure d'éthylmercure      | 107-26-6   |
| C2H5Cl           | chloroéthane                | 75-00-3    |
| C2H5ClHg         | chlorure d'éthylmercure     | 107-27-7   |
| C2H5ClO2S        | holosulf                    | 21780-04-1 |
| C2H5NO           | acétamide                   | 60-35-5    |
| C2H5NO2          | nitroéthane                 | 79-24-3    |
| C2H5NS2          | metam                       | 144-54-7   |
| C2H6             | éthane                      | 74-84-0    |
| C2H6ClO3P        | éthéphon                    | 16672-87-0 |
| C2H6N2O          | N-nitrosodiméthylamine      | 62-75-9    |
| C2H6O            | éthanol                     | 64-17-5    |
| C2H6O            | éther méthylique            | 115-10-6   |
| C2H6OS           | 2-mercaptoéthanol           | 60-24-2    |
| C2H6OS           | diméthylsulfoxyde           | 67-68-5    |
| C2H6O2           | éthylène glycol             | 107-21-1   |
| C2H6O3S          | méthanesulfonate de méthyle | 66-27-3    |
| C2H6O3S          | sulfite de diméthyle        | 616-42-2   |
| C2H6S            | éthanethiol                 | 75-08-1    |
| C2H7AsO2         | acide cacodylique           | 75-60-5    |
| C2H7HgO4P        | phosphate d'éthylmercure    | 2235-25-8  |
| C2H7N            | diméthylamine               | 124-40-3   |
| C2H7N            | éthylamine                  | 75-04-7    |
| C2H7O3P          | fosétyl                     | 15845-66-6 |
| C2H8NO2PS        | méthamidophos               | 10265-92-6 |
| C2H8N2           | 1,1-diméthylhydrazine       | 57-14-7    |
| C2H8N2           | 1,2-diméthylhydrazine       | 540-73-8   |
| C2H8N2S2         | metam-ammonium              | 39680-90-5 |
| C2N2             | cyanogène                   | 460-19-5   |
| C2Cl2O2          | chlorure d'oxalyle          | 79-37-8    |